# 少花瑞香
少花瑞香（学名：Daphne depauperata），为瑞香科瑞香属下的一个植物种。